# Flora Norvegica
Flora Norvegica (abreviado Fl. Norveg.) es un libro con ilustraciones y descripciones botánicas que fue escrito por el naturalista, profesor, botánico, micólogo, y obispo noruego Johan Ernst Gunnerus y publicado en Copenhague en 2 volúmenes en los años 1766-1772 con el nombre de Flora Norvegica, Observationibus Praesertim Oeconomicis Panosque Norvegici Locupletata. Nidrosia [Trondhjem], Kjobenhavn [Copenhague].